# 자수 연지화조문 방석
자수 연지봉황문 방석(刺繡 蓮池鳳凰文 方席)은 서울특별시 송파구 한성백제박물관에 있는 방석이다. 2019년 2월 14일 서울특별시의 유형문화재 제440호로 지정되었다.

## 지정 사유
전통적인 자릿수와 자련수로 수놓았으며, 방석 위의 봉황무늬가 치밀하고 정교함. 한말 궁중의 수방 나인이 제작한 최고 수준의 자수유물로, 공예사적인 가치를 지니는 유물이다.

## 조사보고서
<자수 연지화조문 방석>의 전체 형태는 82x93cm의 정사각형에 가까운 직사각형이다. 그러나 현재의 유물은 보자기의 일반적인 형태가 아니라 본래는 붉은색 무늬 있는 운보문단으로 만든 보료방석의 형태였다. 그런데 이것이 언제부터인가 가장자리에 쪽빛 용문라를 덧대고 뒷면 전체를 용문라로 덧대어 수보자기이자 겹보자기 형태로 변형된 것으로 판단된다.
현존하는 유물이 본래 보료방석이었다고 분석하는 이유는 가장 안쪽에 중앙 사각형이 있고 그 네 모서리를 45도씩 모접기를 하였으며, 방석의 형태에 해당되는 부분을 따라 황색 실로 면을 구획하고 있기 때문이다. 또한 원래 방석이었던 것을 잘라내고 그 가장자리를 얇은 쪽빛 용문라로 감싸고, 뒷부분 전체를 폭이 넓은 93cm로 마감하여 2겹의 보자기로 만든 것을 알 수 있다.
이로 미루어 본 유물은 원래 방석이던 것을 어느 때인가 방석이 헤져서 윗부분을 잘라내고 가장자리나 헤진 곳마다 여러 종류의 서로 다른 천을 덧대어 수리하고 있으며, 뒷쪽은 쪽빛 용문라를 덧대어 겹보자기 형태로 만든 것으로 여겨진다. 따라서 이 유물의 가치는 보자기로 바뀐 것보다 조선시대 본래의 형태인 자수방석 부분에 있다고 여겨진다.
"자수방석"이라는 본 유물은 붉은색 비단으로 만든 방석 중앙과 가장자리의 자수가 수준이 높다. 자수의 소재는 중앙과 가장자리가 약간 다르다. 중앙의 경우 모란병풍과 민화풍 화조화를 결합시켜 괴석 위에 모란꽃을 좌우에 배치하고 안쪽에 연꽃을 배치하고, 그 위쪽에는 매화와 나비가 날고 있다. 전체적으로 "연생귀자(連生貴子)"라는 길상적 주제가 강조되고 있다.
소재는 모란, 연화, 매화 등 꽃이 강조되면서 백색의 새 1쌍을 강조하고 있으며, 각각의 경물은 자릿수와 자련수 기법을 사용하여 정교하고 치밀하게 수놓고 있다. 앞쪽 뿐만 아니라 뒤쪽까지도 거의 앞과 동일하여 궁궐 상의원 내 수방 나인들의 뛰어난 궁수의 전형적인 솜씨를 엿볼 수 있다. 이와 비교되는 솜씨를 보이는 자수 작품은 세종대 소장 복원공주의 자수작품이 있다. 그만큼 이 작품은 궁수의 우수성을 엿볼 수 있는 대표적인 자수이다.
본 유물은 방석을 겹보자기로 만들면서 수리하였음을 확인할 수 있다. 첫째 방석 가장자리의 헤진 부분에 여러 종류의 천을 덧대고 있는데, 궁궐에서 민간처럼 이렇게 천을 대었을리 만무하다. 둘째 수리를 하면서 덧댄 천의 경우 조선시대보다 시대가 내려가는 천을 사용한 것이 엿보여 유물의 가치를 떨어 뜨린다. 셋째 방석의 윗부분만 남기고 아래쪽을 제거한 후 가장자리나 헤진 곳마다 여러 종류의 서로 다른 천을 덧대어 수리하면서 듬성듬성 대충 꿰매고 있어, 궁궐 침방의 솜씨로 수리한 것으로 보기 어렵다.
현재 직물이 많이 훼손되어 수리가 시급하고, 이때 원형과 수리 부분에 대한 철저한 조사가 필요하다. 유물의 겉감과 안감 사이의 천 조각에 "孝宗癸巳十月"이라는 명문이 써 있다. 이 때문에 1653년 10월(효종4년, 계사년)에 제작된 것으로 보지만, 이 또한 다음과 같은 문제가 있다.
이 천이 본래 보료방석의 것이 아니라는 점, 나중에 방석을 보자기로 만들 때 덧댄천에 파란실로 꿰매져 있는 점, 일반적으로 제작일을 표기할 때 조선시대의 관례라면 "孝宗癸巳十月日"이라고 표기해야 한다는 점 등이다. 이로 미루어 볼 때 효종대의 제작이라는 것은 방석을 보자기로 바꾼 언젠가의 시점이라고 판단하여 후일에 추가된 것으로 판단하여 논외로 하고자 한다.
본 유물은 본래 보료방석에서 겹보자기로 후일 수리되었음에도 불구하고, 방석 위의 화조무늬는 전통적인 자련수와 자릿수로 치밀하고 정교한 자수 솜씨를 보여주며, 궁궐 내 상의원 소속수방 나인이 제작한 최고 수준의 궁궐 자수유물로서 공예사적으로나 자수 기술적으로도 중요한 의미를 지녀 지정문화재로서의 가치가 충분하다고 판단된다.

## 참고 문헌
- 자수 연지화조문 방석 - 국가유산청 국가유산포털